# Alfons Haagdoren
Pour les articles homonymes, voir Haagdoren.
Alfons Haagdoren, né à Overpelt le 1er juin 1943, est un joueur et entraîneur de football international belge actif durant les années 1960 et 1970. Il évoluait au poste de milieu de terrain. Il est le père d'un autre ancien joueur de football professionnel, Philip Haagdoren.

## Carrière
Natif d'Overpelt, c'est fort logiquement qu'Alfons Haagdoren rejoint le club de la localité, le V&V Overpelt Fabriek, durant sa jeunesse. Il débute en équipe première en 1959 à l'âge de seize ans, et dispute six saisons en Division 3. Après avoir raté le titre pour trois points en 1965, il est recruté par le Racing White, tout juste promu en première division.
Dans une équipe qui joue pour son maintien, il parvient à se démarquer et est appelé une fois en équipe nationale belge le 8 octobre 1967 pour un match de qualification pour l'Euro 1968 face à la Pologne, perdu deux buts à quatre. Titulaire incontestable dans le milieu de terrain bruxellois, il dispute la finale de la Coupe de Belgique 1969, perdue deux buts à zéro contre le Lierse. Il reste encore deux saisons dans la capitale belge puis, ayant perdu sa place dans une équipe qui vise désormais le haut du classement, déménage à Saint-Trond durant l'été 1971.
Dans le Limbourg, Alfons Haagdoren retrouve une place de titulaire. Malgré la relégation du club en Division 2 en 1974, il reste fidèle aux « Canaris » jusqu'en 1977. Il se rapproche alors de son domicile et rejoint le KFC Lommelse SK, qui milite en première provinciale depuis le début de la décennie. Son arrivée est bénéfique pour le club, qui remporte sa série en fin de saison. De retour en Promotion, le club échoue deux saisons consécutives à la deuxième place dans leur série avant de remporter enfin le titre en 1981. Haagdoren décide alors de prendre sa retraite sportive et devient entraîneur du club durant deux saisons, manquant de peu le titre de Division 3.

## Palmarès
- 1 fois champion de Belgique de Promotion en 1981 avec le KFC Lommelse SK.

## Sélections internationales
Alfons Haagdoren compte cinq présélections en équipe nationale belge mais il n'a joué qu'un seul match avec les « Diables Rouges ». Il a également été appelé à cinq reprises en équipe des moins de 19 ans en 1961, disputant quatre rencontres.
Le tableau ci-dessous reprend toutes les sélections d'Alfons Haagdoren. Les matches qu'il ne joue pas sont indiqués en italique. Le score de la Belgique est toujours indiqué en gras.
| Date       | Compétition                        | Adversaire       | Lieu      | Score | Remarque |
| ---------- | ---------------------------------- | ---------------- | --------- | ----- | -------- |
| 8/10/1967  | Éliminatoires Euro 1968 (Groupe 7) | Pologne          | Bruxelles | 2-4   |          |
| 28/10/1967 | Éliminatoires Euro 1968 (Groupe 7) | France           | Nantes    | 1-1   |          |
| 22/11/1967 | Éliminatoires Euro 1968 (Groupe 7) | Luxembourg       | Bruges    | 3-0   |          |
| 10/01/1968 | Match amical                       | Israël           | Tel-Aviv  | 0-2   |          |
| 22/04/1968 | Match amical                       | Union soviétique | Moscou    | 1-0   |          |